# New Warriors
Les New Warriors constituent une équipe de super-héros « urbains » appartenant à l'univers de Marvel Comics, basée à New York. Elle est apparue pour la première fois en 1989 dans The Mighty Thor #411, créée par Tom DeFalco et Ron Frenz. New Warriors a obtenu sa propre série à partir de 1999 puis en 2005, une version écrite par Fabian Nicieza et dessinée par Evan Skolnick.

## Histoire
Les New Warriors se sont formés sur l'initiative de Night Thrasher, pour combattre l'ancien héraut de Galactus, Terrax.
L'équipe s'est dissoute à deux reprises :
- une fois dans Nova vol.3 #1, puis reformée dans New Warriors vol.2 #1 ;
- une autre fois un peu avant New Warriors vol.3 #1, reformée dans le même épisode.

### Civil War
Certains New Warriors sont à l'origine du crossover Civil War. Pour relancer leur carrière, l'équipe accepte de se faire filmer dans une sorte de real-TV consacrée aux super-héros.
Au début de ce crossover Marvel, Microbe, Namorita et Night Thrasher sont tués par Nitro, qui explose à proximité d'une école dans un quartier. Speedball fut capturé et emprisonné. Il perdit ses pouvoirs, mais à la suite d'une tentative de meurtre, se retrouva de nouveau avec des capacités super-humaines.

### Les New Warriors après la Guerre civile
Récemment, une nouvelle série appelée New Warriors a été publiée. Elle fait suite au story-arc Civil War.
En avril 2020 une nouvelle mini-série scénarisée par Daniel Kibblesmith est proposée. Elle est l'objet de critiques et de moqueries avant même qu'elle soit éditée.

## Personnages principaux

### Membres
Speedball est le seul personnage à avoir été un membre permanent de l'équipe.

#### New Warriorsvol.1
Les membres fondateurs étaient :
- Night Thrasher - décédé
- Nova / Richard Rider
- Marvel Boy IV (Vance Astrovik, rebaptisé Justice)
- Firestar
- Namorita
- Speedball
- Silhouette (vol.1 #2)

L'équipe a aussi compté dans ses rangs :
- Rage (vol.1 #26)
- Turbo (vol.1 #35)
- Hindsight Lad (vol.1 #37) - rentré dans l'équipe par chantage
- Alex Power (vol.1 #48) - membre de réserve
- Bandit (Vol1 #48) - membre de réserve
- L'Épée (vol.1 #48) - partie vol.1 #51
- Darkhawk (vol.1 #48) - parti vol.1 #51
- Scarlet Spider (vol.1 #56) - décédé
- Helix (vol.1 #68)
- Timeslip (vol.1 #72)

#### New Warriorsvol.2
- Aegis (vol.2 #1)
- Bolt (vol.2 #1)

#### New Warriorsvol.3
- Microbe (vol.3 #1) - décédé
- Debrii (vol.3 #4)

#### New Warriorsvol.4
Cette quatrième série dura pendant 20 numéros avant d'être arrêtée, faute de vente. Le concept - utiliser des mutants "depowered" - ne fonctionna pas vraiment. Elle est inédite en France.
Cette nouvelle équipe a repris le nom des New Warriors, principaux agents ayant contribué à l'évènement Civil War. L'équipe est hors-la-loi mais tente de sauver des vies et d'arrêter des criminels recherchés ou non, comme le Rhino, la Gargouille Grise, ou encore Anaconda.
Elle comprend :
- Night Thrasher : son armure est désormais portée par Donyell Taylor, ex-Bandit
- Blackwing : Barnell Bohusk, mutant hollandais autrefois connu sous le nom de Bec, dépossédé de ses pouvoirs
- Wondra : autrefois connue sous le nom de Jubilé, dépossédée de ses pouvoirs mais équipée de gants hi-tech lui conférant une super frappe
- Tempest : Angel Salvadore, mutante dépossédée de ses pouvoirs, épouse de Barnell Bohusk
- Decibel : Jonothon Starsmore, mutant anglais autrefois connu sous le nom de Chamber, dépossédé de ses pouvoirs puis muté par Apocalypse, possédant désormais des pouvoirs sonores
- Ripcord : Miranda Leevald, mutante dépossédée de ses pouvoirs connue auparavant sous le nom de Stacy X. Elle utilise désormais l'équipement de Leapfrog (bottes de saut) et de Slyde (combinaison ultra-glissante)
- Renascence : Sofia Montega, mutante dépossédée de ses pouvoirs. Elle utilise désormais des pistolets et deux tentacules similaires à ceux du Docteur Octopus
- Longstrike : Christine Cord, mutante dépossédée de ses pouvoirs connue auparavant sous le nom de Tattoo
- Phaser : Christian Cord, mutant dépossédé de ses pouvoirs, frère de Longstrike et ex-Radian
- Skybolt : ex-Redneck, dépossédé de ses pouvoirs, utilisant désormais l'armure de Turbo, revêtue d'un alliage en osmium.

À la suite d'un combat contre le nouveau Zodiaque, Longstrike est tuée, et Night Thrasher décide de dissoudre le groupe. Convaincu par une Sofia, se remettant à peine de ses blessures, Il relance l'aventure. On découvre son identité, encore non révélée à ses partenaires. Un mystère persiste toujours concernant ses motivations.

### Ennemis
- Air Force/Cardinal
- Midnight's Fire
- les Forces de la Nature
- Gideon
- Psionex
- Sphinx/Lady Sphinx
- Tai
- Terrax

## Équipes artistiques

### New Warriorsvol.1
- Scénaristes : Tom DeFalco, puis Fabian Nicieza, Kurt Busiek, Evan Skolnick
- Dessinateurs : Mark Bagley, Darick Robertson, Javier Saltares, David Boiler, Chris Marrinan
- Responsable éditorial : Danny Fingeroth

### New Warriorsvol.2
- Scénariste : Jay Faerber
- Dessinateurs : Steve Scott, Karl Kerschl et Jamal Igle.